# Mariusz Mazur (historyk)
Mariusz Bogdan Mazur (ur. 1972) – polski historyk, doktor habilitowany nauk humanistycznych, profesor nadzwyczajny Uniwersytetu Marii Curie-Skłodowskiej w Lublinie.

## Życiorys
Absolwent Wydziału Politologii i Wydziału Humanistycznego Uniwersytetu Marii Curie-Skłodowskiej w Lublinie (1999). Stopień naukowy doktora uzyskał w 2004 na tej samej uczelni na podstawie rozprawy Polityczne kampanie prasowe w latach 1964-1977 (promotor: Tadeusz Radzik). Habilitacja tamże w 2010 (O człowieku tendencyjnym… Obraz nowego człowieka w propagandzie komunistycznej w okresie Polski Ludowej i PRL 1944-1956).  Zajmuje się szeroko pojętą problematyką Polski Ludowej, totalitaryzmu, autorytaryzmu, mechanizmami manipulacji i indoktrynacji, w tym języka, próbą opisu mentalności władzy oraz społeczeństwa.W 2024 został wyróżniony Złotym Medalem Polskiego Towarzystwa Historycznego

## Nagrody
- 2009 - I nagroda Porozumienia Wydawców Książki Historycznej KLIO w kategorii autorskiej za rok 2009 za książkę: O człowieku tendencyjnym. Obraz nowego człowieka w propagandzie komunistycznej Polski Ludowej i PRL 1944-1956.
- nagroda rektora UMCS za uzyskanie stopnia naukowego dr hab. przed ukończeniem 40 roku życia.
- 2010 - nagroda rektora UMCS I stopnia za książkę: O człowieku tendencyjnym. Obraz nowego człowieka w propagandzie komunistycznej Polski Ludowej i PRL 1944-1956.
- 2011 - Nagroda im. Jerzego Giedroycia za książkę: O człowieku tendencyjnym. Obraz nowego człowieka w propagandzie komunistycznej Polski Ludowej i PRL 1944-1956.
- 2011 - nagroda II stopnia Ministra Nauki i Szkolnictwa Wyższego.
- Nagroda Historyczna im. Kazimierza Moczarskiego (2020) za książkę Antykomunistycznego podziemia portret zbiorowy 1945-1956[2]

## Wybrane publikacje
- Propagandowy obraz świata: polityczne kampanie prasowe w PRL 1956-1980: model analityczno-koncepcyjny, Warszawa: "Trio" 2003.
- Polityczne kampanie prasowe w okresie rządów Władysława Gomułki, Lublin: Lubelskie Towarzystwo Naukowe 2004.
- O człowieku tendencyjnym... obraz nowego człowieka w propagandzie komunistycznej w okresie Polski Ludowej i PRL 1944-1956, Lublin: Wydawnictwo Uniwersytetu Marii Curie-Skłodowskiej 2009.
- (redakcja) Historia w kulturze współczesnej: niekonwencjonalne podejścia do przeszłości, red. Piotr Witek, Mariusz Mazur, Ewa Solska, Lublin: Edytor.org 2011.
- (redakcja) Zjazdy konsulów polskich w ZSRR: protokoły i referaty 1927-1934, oprac. Edward Kołodziej, Mariusz Mazur, Tadeusz Radzik, Lublin: Wydawnictwo Uniwersytetu Marii Curie-Skłodowskiej 2011.
- (redakcja) W służbie Klio... Księga poświęcona pamięci Profesora Tadeusza Radzika, pod red. J. Kłapcia, W. Kozyry, G. Kuprianowicza, R. Litwińskiego, M. Mazura, M. Siomy, R. Wysockiego, Lublin 2012.
- (redakcja) W stronę antropologii "bezpieki": nieklasyczna refleksja nad aparatem bezpieczeństwa w Polsce Ludowej, red. Jarosław Syrnyk, Agnieszka Klarman, Mariusz Mazur, Eugeniusz Kłosek, sł. wstępne Jadwiga Staniszkis, Wrocław: Oddział Instytutu Pamięci Narodowej - Komisji Ścigania Zbrodni przeciwko Narodowi Polskiemu 2014.
- (redakcja) Obrazy władzy w literaturze, teatrze i filmie: studia, pod red. Mariusza Mazura i Sebastiana Ligarskiego, Warszawa: Instytut Pamięci Narodowej - Komisja Ścigania Zbrodni przeciwko Narodowi Polskiemu 2015.
- Cywilizacja komunizmu. Odmiana nadwiślańska 1944-1956, Warszawa 2016 - z Sebastianem Ligarskim
- Antykomunistycznego podziemia portret zbiorowy 1945-1956, Warszawa 2019
- The Mentality of Partisans of the Polish Anti-Communist Underground 1944–1956, wyd. Routledge, 2022
- Nauka w epoce postprawdy. Warsztat naukowy historyka w kontekście prób reinterpretacji postaci Romualda Rajsa „Burego”, Lublin 2024.